# Мехмедићи
Мехмедићи су бивше насељено мјесто у општини Зворник, Република Српска, БиХ. Према попису становништва из 1991. у насељу је живјело 238 становника.

## Историја
Одлуком о престанку постојања насељеног мјеста Мехмедићи на подручју општине Зворник престало је да постоји насељено мјесто Мехмедићи и ушло у састав насељеног мјеста Горње Снагово (Службени гласник Републике Српске 100/2012).

## Становништво
Према попису становништва из 1991. године, мјесто је имало 238 становника.
| Демографија | Демографија | Демографија |
| Година      | Становника  | Становника  |
| ----------- | ----------- | ----------- |
| 1948.       | 127         |             |
| 1953.       | 148         |             |
| 1961.       | 189         |             |
| 1971.       | 206         |             |
| 1981.       | 215         |             |
| 1991.       | 239         |             |